# Wasserreißen
Als Wasserreißen wird bei Dampfmaschinen das unerwünschte Eintragen von Wasser in den Zylinder zusammen mit dem Dampf bezeichnet. Dies muss vermieden werden, da das nicht komprimierbare Wasser im Zylinder schwere Schäden verursachen kann.
Nicht zu verwechseln ist das Wasserreißen mit dem Wasserschlag, welcher durch Kondensation entsteht.
Problematisch ist der schnelle Druckabfall in einem Kessel bei hoher Leistungsabgabe, wobei das Wasser anfängt, große Blasen zu bilden - es fängt an zu sprudeln - welche beim Platzen das Wasser hoch in den Dampfraum mitreißen können. Werden diese Wassertropfen mit dem Dampf mitgerissen und in die Zylinder gebracht, ist eine Beschädigung fast unvermeidlich. Inzwischen ist dieses Problem nicht mehr so häufig anzutreffen, da bei neueren Dampfmaschinen ein Überhitzer eingebaut ist, in dem die Wassertropfen restlos verdampfen können. Sattdampfmaschinen neigen deutlich mehr zum Wasserreißen als Heißdampfmaschinen. Wenn allerdings ein Wasserschwall wegen Neigungwechsel und zu hohem Wasserstand in die Dampfzuführung gelangt, reicht auch die Leistung des Überhitzers nicht mehr aus. Dieser große Wassereintrag hat meist zur Folge, dass die betroffenen Zylinder Totalschaden erleiden, da das Wasser den kompletten Restraum des Zylinders ausfüllt und nicht komprimiert werden kann. Kleinere Wassermengen beeinträchtigen dagegen die Schmierung, weil sie das Öl auswaschen. Das kann zum Kolbenfresser führen.
Während dieses Problem bei stationären Dampfmaschinen noch relativ einfach zu bewältigen ist (indem die Dampfentnahme hoch über dem maximalen Wasserspiegel erfolgt), stellt eine wasserfreie Dampfabnahme aus dem Kessel bei einem fahrbaren Dampfkessel, beispielsweise bei Dampflokomotiven, größere Anforderungen, weil bei diesen meist nur eine beschränkte Bauhöhe des Dampfdomes möglich und auch der Einbau anderer Bauteile zur Wasserabscheidung schwierig ist. Je nach Bauform des Dampflokomotivkessels neigen einige Dampflokomotivbaureihen mehr zum Wasserreißen als andere. 
Eine Möglichkeit bei Dampflokomotiven ist, dass man ein Dampfsammelrohr mit oben liegenden Schlitzen oben im Langkessel einbaut. Dadurch tritt kein großer Druckunterschied im Kessel auf, und die Wassertropfen werden nicht mitgerissen. Die andere Möglichkeit bei Dampflokomotiven ist, dass unten im Dampfdom ein Sprühblech eingebaut wird, an welchem die Wassertropfen abprallen. Beide Möglichkeiten können aber nicht verhindern, dass bei zu hohem Wasserstand im Kessel, durch Aufschaukeln des Wassers, durch Neigungsänderung des Kessels oder Verzögerung Wasser mitgerissen wird. Auch kann das Wasserreißen durch die Schieber- und Ventilewahl sowohl positiv als auch negativ beeinflusst werden.